# Angustassiminea
Genre
Angustassiminea est un genre de gastéropodes de la famille des Assimineidae.

## Description
La coquille est petite, haute, dépourvue d’ombilic, marron châtain, avec une rainure ou un sillon spiralé juste en dessous de la suture. Les dents centrales de la radula ont plus de trois à quatre paires de cuspide basale et les dents marginales externes ont de nombreuses cuspides minuscules sur le bord tranchant. Il n'y a pas de tentacule céphalique.
Comme pour plusieurs autres genres de la sous-famille des Assimineinae, l’opercule est simple, ovale, paucispiralé.

## Liste des espèces
Selon World Register of Marine Species (23 avril 2023) :
- Angustassiminea andrewsiana (E. A. Smith, 1900)
- Angustassiminea californica (Tryon, 1865)
- Angustassiminea castanea (Westerlund, 1883) - espèce type
- Angustassiminea infima (S. S. Berry, 1947)
- Angustassiminea kyushuensis S. Habe & T. Habe, 1983
- Angustassiminea lucida (Pease, 1865)
- Angustassiminea nitida (Pease, 1865)
- Angustassiminea satumana (Habe, 1942)
- Angustassiminea succinea (L. Pfeiffer, 1840)
- Angustassiminea vulgaris (Webster, 1905)

## Distribution et habitat
Les espèces du genre Angustassiminea se rencontrent au Japon, aux Philippines et dans le Pacifique sud, ainsi qu'en Amérique du Nord, dans la Caraïbe et au Brésil. Ce sont des espèces amphibies plutôt nocturnes, actives sous l'eau mais, le plus souvent hors de l'eau, qui peuplent les estuaires et les côtes basses sous influence des marées océanes et occupent des habitats distincts selon les espèces (eaux saumâtres, zone intertidale, milieu terrestre).

## Systématique
Le genre Angustassiminea a été créé en 1943 par le malacologiste japonais Tadashige Habe (d) (1916-2001),.

## Publication originale
- (ja + en) T. Habe, « Supplemental notes with corrections on the Japanese Assimineidae », Venus, Japon, vol. 13, nos 1-4,‎ 1943, p. 96-106 (ISSN 2433-068X, lire en ligne)